# Бам (провинция)
Бам (фр. Bam) — одна из 45 провинций Буркина-Фасо. Находится в Северо-Центральном регионе, столица провинции — Конгуси. Площадь Бам — 4084 км².
Население по состоянию на 2006 год — 277 092 человек, из них 132 086 — мужчины, а 145 006 — женщины.

## Административное деление
Бам подразделяется на 9 департаментов.